# 월싱엄의 성모 성직 자치단

월싱엄의 성모 성직 자치단의 문장

월싱엄의 성모 성직 자치단(라틴어: Ordinariatus Personalis Nostrae Dominae Walsinghamensis, 영어: Personal Ordinariate of Our Lady of Walsingham)은 영국의 잉글랜드 웨일스 지역 내에 있는 가톨릭교회의 성 베드로좌 성직 자치단이다. 월싱엄의 성모 성직 자치단은 2011년 1월 15일 교황 베네딕토 16세의 사도적 서한 《성공회 신자 단체(Anglicanorum coetibus)》에 따라 잉글랜드 웨일스의 옛 성공회 신자들을 위해 창설되었다.
성직 자치단은 성공회의 고유 전례를 보존하면서도 가톨릭교회와 완전한 친교를 이루고자 하는 옛 성공회 성직자와 신자들을 위해 설립되었다. 성직 자치단은 ‘월싱엄의 성모’ 명칭을 받게 되었으며, 주보자는 과거 성공회 성직자였던 성 존 헨리 뉴먼이다.

## 옛 성공회 주교들

### 사제 서품
영국 성공회의 리치버러 교구장 주교 출신인 키스 뉴튼 신부는 2011년 1월 15일 가톨릭교회로 회심하고 가톨릭교회에서 새로 사제 서품을 받은 최초의 인물이다. 그는 성공회 주교 시절에 이미 결혼하였으며, 따라서 가톨릭교회의 주교로 서임을 받지는 못하게 되었다. 2011년 3월 17일 그는 교황 베네딕토 16세에 의해 몬시뇰로 서임되었다.

### 문장
제2차 바티칸 공의회의 문헌인 《전례 헌장(Sacrosanctum Concilium)》 130항에 따르면 주교 표지의 사용은 주교 인호를 받았거나 다른 특수한 재치권을 가지고 있는 성직자에게만 유보하는 것이 마땅하다. 이에 따라 성공회 주교에서 가톨릭 사제가 된 이들은 성공회 주교 시절처럼 주교관과 주교 반지, 주교 지팡이, 가슴 십자가 패용을 특별히 허락받았으며, 주교의 문장을 사용하는 것도 허용되었다.

## 같이 보기
- 성공회
- 성 베드로좌 성직 자치단